# Route nationale 571
Pour les articles homonymes, voir Route nationale 571 (homonymie).
La route nationale 571, ou RN 571, est une ancienne route nationale française reliant Rognonas à Saint-Rémy-de-Provence.

## Histoire
En 1930, une loi autorise le classement de 40 000 km de voies départementales et communales dans le domaine routier national.
L'itinéraire d'Avignon à Saint-Rémy-de-Provence est reconstitué par classement de deux chemins de grande communication (Gc) :
- le Gc no 9, « entre la route nationale d'Arles à Avignon […] et le chemin de grande communication no 6 » ;
- le Gc no 6, « entre le chemin de grande communication no 9 et la traverse de ce même chemin (traverse de Châteaurenard) » ;
- le Gc no 9, « entre le chemin de grande communication no 6 et la route nationale no 99 ».

En 1933, l'itinéraire « d'Avignon à Saint-Rémy-de-Provence » prend le numéro 571.
La réforme de 1972 entraîne le déclassement de la route nationale entre le carrefour avec la route nationale 570 (au sud d'Avignon) et la route nationale 99 à Saint-Rémy-de-Provence (soit 16,407 km) par arrêté du 28 avril 1981 (Journal officiel du 16 mai) : elle devient la RD 571.

## Tracé
- Rognonas
- Châteaurenard (contourné par la RD 34)
- Eyragues
- Saint-Rémy-de-Provence